# Klooster van de Missionarissen van het Heilig Hart
Het Klooster van de Missionarissen van het Heilig Hart is een kloostercomplex in de Sittardse wijk Leyenbroek, gelegen aan Leyenbroekerweg 111-113.

## Geschiedenis
Dit klooster van de Missionarissen van het Heilig Hart werd opgericht in 1889 en werd in neogotische stijl opgetrokken. De -aanvankelijk Duitse- paters kwamen naar Nederland in verband met de in Duitsland plaatsvindende Kulturkampf. De gebouwen werden om een binnenplaats gegroepeerd, en het meest in het oog springende onderdeel ervan is de neogotische Andreaskapel. Deze bevindt zich in langsrichting aan de straatzijde en de kapel heeft een neogotisch interieur met altaar, zij-altaren, altaarstukken en kruiswegstaties uit de tijd van de stichting.
In latere jaren werd het klooster in fasen uitgebreid en groeide uit tot een complex dat twee binnenplaatsen omvatte. Zo werd er in 1900 een Duitstalige kloosterschool bijgebouwd. In 1913 werd de zogenaamde Kaiserbau, een kloostervleugel voor de studentenhuisvesting, aangebouwd. Ook in 1928 vonden nog uitbreidingen plaats.
In 1928 werd de Christus Koningkerk bijgebouwd. Toen het klooster in 1942 werd opgeheven is dit uiteindelijk een parochiekerk geworden.
Grote delen van het kloostercomplex zijn geklasseerd als Rijksmonument.